# Беркезоая
Беркезоая (рум. Berchezoaia) — село у повіті Марамуреш в Румунії. Входить до складу комуни Реметя-Кіоарулуй.
Село розташоване на відстані 393 км на північний захід від Бухареста, 19 км на південь від Бая-Маре, 80 км на північ від Клуж-Напоки.

## Населення
За даними перепису населення 2002 року у селі проживали 511 осіб. Рідною мовою 507 осіб (99,2%) назвали румунську.
Національний склад населення села:
| Національність | Кількість осіб | Відсоток |
| -------------- | -------------- | -------- |
| румуни         | 506            | 99,0%    |
| угорці         | 5              | 1,0%     |